# Халід ібн Абдель Азіз Аль Сауд
Халід ібн Абдель Азіз Аль Сауд (араб. خالد بن عبد العزيز آل سعود; нар. 13 лютого 1913, Ер-Ріяд, Неджд — 13 червня 1982, Таїф, Саудівська Аравія) — четвертий король Саудівської Аравії в 1975—1982 роках.

## Біографія
Народився в сім'ї еміра Неджда Абдул Азіза; його мати належала до клану Аль Джілюві, бічної гілки династії Аль Сауд, чиї представниці часто одружувалися з представниками королівської гілки роду. Його єдиним кровним братом був Мухаммад ібн Абдул-Азіз Аль Сауд.
Халід став наслідним принцом в 1965 році після того, як його старший брат принц Мухаммед відмовився від цього титулу.
До коронації працював в ООН.
При правлінні Халіда в Саудівській Аравії була створена сучасна інфраструктура, вдосконалена система охорони здоров'я, здійснена друга промислова п'ятирічка.
Відновив міцні зовнішньополітичні зв'язки Саудівської Аравії з США.
Головував при відкритті РСАДПЗ 25 травня 1981 року в Абу-Дабі.
Помер в 1982 від серцевого нападу. Його ім'ям названо міжнародний аеропорт Ер-Ріяда.
Його наступником став його єдинокровний брат наслідний принц Фахд, істотно допомагав королю в управлінні країною.